# 이태진
이태진(李泰鎭, 1943년 ~ )은 대한민국의 역사학자이다. 서울대학교 인문대학 국사학과 교수, 국사편찬위원회 위원장 등을 역임했다. 정년 퇴임후 서울대학교 인문대학 국사학과 명예교수로 재직했다.

## 학력
- 서울대학교 문리과대학 사학과 문학사(국사전공)
- 서울대학교 대학원 사학과 문학석사(국사전공)
- 한국학중앙연구원 명예문학박사

## 경력
- 서울대학교 인문대학 국사학과 교수
- 진단학회 회장
- 역사학회 회장
- 한국학술단체연합회 회장
- 서울대학교 인문대학 학장
- 동북아역사재단 이사
- 대한민국학술원 회원
- 서울대학교 규장각 도서관리실장
- 서울대학교 인문대학 국사학과 명예교수
- 국사편찬위원회 위원장
- 한일역사가회의 한국운영위원회 위원장

## 생애
한국사를 연구했다. 1980년대 붕당정치론을 제창하여 "당파성론"을 교과서에서 퇴출시켰으며, 1990년대에는 규장각을 독립시켜 조선후기를 르네상스로 평가하는 새로운 연구의 장을 열었으며, 정조를 절대계몽군주로 최초로 평가하여 정조의 개혁군주로서의 이미지를 형상화하는 데 이바지하였다.
또 외규장각 도서반환운동을 대한민국 내에서 일으켜서 의궤 환수에 공헌하였다. 최근에는 안중근 연구를 새로이 소개하여 대한제국과 연계한 독립운동의 역사를 재조명하고 있다. 일련의 식민사학 타파의 공헌으로 3.1문화상을 받았으며, 프랑스 의궤 반환 운동의 공으로 훈장을 수여받았다.
그의 논저는 수백편에 이르며 주요 저서는 일본, 미국 등에서 번역되어 소개되고 있다. 장기간 일본 <<세카이>>誌에서 일본 학자들과 논쟁을 벌여서 강제병합의 불법성을 주장하였으며, <<교수신문>>에서 식민지근대화론자들과 논쟁을 벌여서, 대한제국의 자주적인 근대 국가 지향을 역설하였다. 일본 동경대학에서 일본의 불법적인 식민지화과정을 강의하였고, 미국 하버드대학교에서는 한국인 교수 최초로 한국어로 역사를 강의하였다.
2009년 정년 후 뉴라이트 계열과 근현대사 연구자들의 역사인식에 문제를 제기하였다. 특히 뉴라이트 계열에 대해서 식민지 근대화론은 대한제국의 근대화 노력을 무위로 돌리고, 이승만을 중심으로 하는 대한민국사의 주장은 대한민국임시정부의 독립운동의 역사를 말살하는 일이라고 강도 높게 비판하였다. 양자의 극단적인 역사인식을 함께 비판하고 구시대의 냉전 이데올로기에서 벗어나 새로운 패러다임을 만들어 나가갈 것을 주문하였다.
대한제국 연구에 집중하여 일제의 강제병합 불법성을 증명하였으며, 고종의 근대화 노력을 밝혀냈다.이태진은 특정 시대를 전공한다기보다는 한국사 전체에 포괄적으로 관심이 넓은 편으로, 학술대회에 참여하거나 논문을 내는 것 역시 시대를 가리지 않고 내는 편이다.

## 논란
- 1980년 서울대학교 교수 재직시절 신군부에 반대하는 시국선언서를 직접 기초하는데 참여하였다. 이 사건으로 시국선언을 주도한 대표 교수는 해직당했고, 이후 군사독재정부에 반대하는 입장을 견지하였다.

- 2009년 정년 직후 경제사 중심의 뉴라이트 계열과 근현대사 역사연구자 등 양자를 공히 비판하고, 이데올로기에서 벗어나 사료에 입각한 연구를 진행할 것을 강조하였다. [깨진 링크( 과거 내용 찾기])] 보수신문과 진보신문에는 자신에게 유리한 방향만이 확대되어 보도되었다. 그러나 진보 논객이나 진보매체 기자들조차 《조선일보》 1면에 게재된 왜곡보도된 내용만 인용할 뿐, 정작 같은날과 다음날 《한겨례신문》, 《경향신문》에 실린 뉴라이트 비판기사는 외면하였다. 《오마이뉴스》에서는 《조선일보》를 바탕으로 비판하는 글을 지속적으로 게재하였고, 진보매체 기자조차 자사 뉴스보다 보수매체를 신뢰하여 마치 뉴라이트를 받아들인 것처럼 보도하는 웃지 못할 촌극이 벌어졌다. 《조선일보》의 영향력이 한국사회에서 과연 어느 정도인가를 극단적으로 실감할 수 있는 대목이다. "이태진 교수를 야누스로 만들어버린 기사"

- 2010년 5월 9일 일본내 양심적인 지식인들과 연대하여 한일양국 지식인 200여명의 이름으로 "한일병합 원천무효"를 주장하고 일본정부의 과거역사 재인식과 사과를 요구하는 시국선언 등을 주도하였다. 최종적으로 중국 지식인까지 가담하여 1,000여명이 서명하였다.  강제병합 불법성이 일본 지식인들에 의해서 인정되자, 국내 대법원과 헌법재판소에서는 일제의 강제동원 등에 대한 배상 책임이 있다는 판결을 내렸다.[2009헌마182 태평양전쟁 전후 강제동원희생자등 지원에 관한 법률 제1조 위헌확인, 헌법재판소 선고일자 : 2011.12.29], [2009다22549 판결 손해배상(기)등 일제강제징용사건(공2012 1084), 대법원 선고일자 : 2012.05.12.] 이 선언문 발표 이전까지 한국과 일본의 사법부는 모두 3심까지 배상 책임을 인정하지 않았다. 사법부가 입장을 바꾸자, 오히려 외교부가 외교마찰을 명분으로 일본의 입장을 대변하여 "사법부 자제론"을 주장하는 용역연구까지 발주하는 모순된 행보를 보였다.

- 뉴라이트 인사가 다수 참여한 정부 자문위원회(국가브랜드위원회)에서 역사교과서 집필기준에 대해서 비정상적으로 개입하여 역사학계의 강력한 반발에 직면하였다. 학계 원로학자이자 국사편찬위원장이었던 이태진은 양측을 중재하고자 노력하였으나, 양편으로부터 모두 편향된 시각이라는 공격을 받았다. 2011년 11월 국사편찬위원회에서 중학교 역사 교과서 집필 기준을 발표하면서 ‘이승만 독재’, ‘5·16 군사정변’, ‘5·18 민주화운동’, ‘친일파 청산 노력’ 등을 빼고, ‘한반도의 유일한 합법정부’, ‘자유민주주의’, ‘독재화’ 등 보수 세력의 입장을 대폭 반영시켜 사회적 비난을 받았다.[1][2] 이 때문에 한국 근현대사의 어두운 면을 미화시켜 독재 정부에 대한 긍정사관을 세우고자 노력한다는 비판이 제기되었으나,[1] 자신은 독재정권에 반대한다고 명백히 반박하였다.

- 2012년 10월 3일 새누리당에서 선대위 자문위원으로 일방적으로 발표하였으나 손숙 등과 함께 사실이 아님이 확인되었다. [깨진 링크( 과거 내용 찾기])]

- 2012년 10월 9일 국정감사시 야권의 대정부공세를 받아서 교과부 산하 기관장으로서 역사교과서 편찬의 중립성을 공격받았다. 국사편찬위원회에서는 일본 편향적인 역사기술에 대한 논란으로 해명에 나섰으며[3], 직접 라디오 인터뷰를 통해서 보도내용과 실제 발언내용이 다르다는 사실을 설명하였다. 여기서 5.16을 쿠데타로 확인하였고 군사독재정부를 옹호하지 않는다는 입장을 분명히 밝혔다.  당시 민주당에 새로 입당한 철새 정치인의 교문위 데뷔작으로 오마이 뉴스를 인용한 엉터리 비판이 난무하였고, 이를 다시 박지원이 언론을 통해 확전시켰다. 당시 수년간 교문위 위원으로 활동한 여야 국회의원 누구도 여기에 참여하지 않았다.

- 2013년 8월 고등학교 한국사 검정교과서 발표에서 뉴라이트 성향의 교학사본이 검정을 통과하자 검정을 주관하는 국사편찬위원회의 책임론이 재론되었다. 2013년 9월 16일 이태진은 동북아역사왜곡대책득별위원회에 출석하여 "국사편찬위원회가 감독기관으로서 결과를 내놓은 게 사회적 물의가 크게 일어난 데 대해 대단히 송구스럽게 생각한다"고 밝혔다. 그리고 "현황이 이렇게 된 것은 국사편찬위원회가 감독기관이긴 하지만 위원장이 직접 검정심사위원단에게 질의하면서 모든 심사본에 대해 채점하거나 하지 않는다"며 "저희 임무는 연구위원과 검정위원 등 두 그룹으로 나누는 심사위원단을 선정하는 일"이라고 해명하고 재차 사과했다.  보관됨 2015-10-18 - 웨이백 머신 2015년 11월 3일의 증언에 따르면 이미 국편위에서 교학사 교과서에 반대하는 공식의견을 표명하였음이 사실로 밝혀졌다. 직위 때문에 자신이 반대하던 식민지근대화론 교과서에 대한 부당한 비판을 받았다.

- 2015년 7월 29일 와다 하루키, 김영호 등과 《2015 한일 그리고 세계 지식인 공동성명서》를 발표하였다. 2010년 한일 양국 지식인을 넘어서 유럽과 미주 대륙의 지식인까지 함께 참여하여 강제병합 원천무효를 재천명, 일본정부의 우경화 및 위안부 문제를 비판하고 한일 양국의 진정한 미래로 나아가기 위해 역사 청산을 요구하였다. [깨진 링크( 과거 내용 찾기])]
- 2015년 10월 30일 《CBS 김현정의 뉴스쇼》에 출현하여, 정부의 국정화는 반민주라고 비판하고 현행 검정본 교과서는 박근혜정부 청와대에서 열흘 이상 검토하여 좌편향은 불가능하다고 반박하였다.

- 2015년 11월 3일 정부의 한국사/역사 교과서 조기 국정화 고시에 맞서, 단독 기자회견을 열어서 현행 8종 모두 우파성향의 교과서라고 강력히 주장하고,교과서 좌파몰이에 근거가 없다고 맹비난하였다. 또 검정당시 교학사 교과서의 식민지근대화론에 대한 문제의 심각성을 정부에 공식적으로 보고하였다고 증언하였다. 이 날은 국정화 관련 국무총리의 담화와 교육부 장관의 발표가 있었다.

- 을미사변 건으로 대학도서관에 비치될정도로 이미 공개된 자료인 '우치다 보고서'에 대해 자신이 최초 발견했다고 주장하였으며."사실은 일본이 명성황후를 은밀하게 살해한건데 그 보고서를 은밀하게 숨겼었다"라고 해 논란을 빚었다.

- 박종인의 땅의 역사.   사료 없이  쓰여진  소설이라는 평이라고 주장하는 것은 이태진 교수측의 주장일 뿐이다. 오히려 박종인의 가감없는 사료와 증거자료로 이태진 교수의 논문이나 저서 등이 비판을 받고 있다.

## 저서
- <<조선시대 정치사의 재조명>>, 1984
- <<조선후기의 정치와 軍營制 변천>> 1985
- <사료로 본 한국문화사; 조선전기편>, 1985
- <<한국사회사 연구>>, 1989
- <<조선유교사회사론>> 1990
- <<한국사특강>>,1990
- <<일본의 대한제국 강점>> 1995
- <<왕조의 유산 - 외규장각도서를 찾아서>> 1994
- <<고종시대의 재조명>> 2000
- <<서울상업사>> 2000
- <<의술과 인구 그리고 농업기술>>,2002
- <<한국병합의 불법성 연구>> 2003
- <<동경대생들에게 들려준 한국사 - 메이지 일본의 한국 침략사>> 2005
- <<고종황제 역사청문회>>, 2005
- <<역사용어 바로쓰기>>, 2006
- <<백년후 만나는 헤이그 특사>> 2008
- <<한국병합과 현대>> 2009
- <<이토 히로부미, 안중근을 쏘다>>, 2009
- <<영원히 타오르는 불꽃: 안중근의 하얼빈 의거와 동양평화론>>, 2010
- <<12시간의 통일 이야기>>, 2011
- <<조선후기 탕평정치의 재조명>>, 2011
- <<새한국사>>, 2012

## 수상
- 월봉저작상(1986, 제12회, 《한국 사회사 연구》)
- 치암학술상(1989)
- 백상저작상(2003)
- 동아시아출판인회 인문도서 100권 지정(2009)
- 홍조근정훈장(2009)
- 3.1 문화상 학술상(2010)[4]
- 황조근정훈장(2011)
- 수당상(2019)